# Coraliomela
Coraliomela is een geslacht van kevers uit de familie bladkevers (Chrysomelidae).
De wetenschappelijke naam van het geslacht werd in 1899 gepubliceerd door Jacobson.

## Soorten
- Coraliomela aeneoplagiata (Lucas, 1857)
- Coraliomela brunnea (Thunberg, 1821)
- Coraliomela quadrimaculata (Guérin-Méneville, 1840)
- Coraliomela vicina (Guérin-Méneville, 1840)